# طبقه‌بندی بین‌المللی بیماری‌های انکولوژی
طبقه‌بندی بین‌المللی بیماری‌های انکولوژی و در اختصار (ICD-O) که از سرنام واژگان انگلیسی International Classification of Diseases for Oncology گرفته شده است، پسوند دامنه ویژه‌ای در رده‌بندی بین‌المللی آماری بیماری‌ها و مشکلات سلامت و بهداشت مربوط به بیماری‌های تومورال است. این طبقه‌بندی به‌صورت گسترده‌ای در ثبت تمام عوامل و بیماری‌ها و مدخل‌های وابسته به سرطان و تومور استفاده می‌شود.